# Slezské Rudoltice
Slezské Rudoltice är en ort i Tjeckien. Den ligger i den östra delen av landet, 230 km öster om huvudstaden Prag. Slezské Rudoltice ligger 278 meter över havet och antalet invånare är 646.
Terrängen runt Slezské Rudoltice är huvudsakligen platt, men västerut är den kuperad. Runt Slezské Rudoltice är det ganska tätbefolkat, med 83 invånare per kvadratkilometer. Närmaste större samhälle är Krnov, 13,0 km söder om Slezské Rudoltice. Trakten runt Slezské Rudoltice består till största delen av jordbruksmark.